# Analisi semantica
L'analisi semantica è l'attività di assegnazione di un significato, un senso, alla struttura sintattica corretta e, di conseguenza, all'espressione linguistica. Il processo computazionale automatico che effettua tale assegnazione di significato alle parole di un testo è detto disambiguazione. 
I significati, ovvero i sensi, spesso sono rappresentati tramite collezioni di sinonimi o synset. Un synset (acronimo di synonym set) definisce un concetto noto all'uomo mediante l'insieme di sinonimi (lessicalizzazioni) utilizzati per esprimerlo nella lingua di interesse. Un concetto viene tipicamente classificato in una gerarchia di concetti. 
Attribuendo ai vari synset i codici univoci, si possono classificare i concetti in una struttura reticolare con le relazioni, detta ontologia, ed arrivare a traduzione automatica che permette di passare da una lessicalizzazione ad un'altra.
Nel contesto informatico l'analisi semantica costituisce una fase cruciale nella catena di elaborazione linguistica e si colloca tipicamente dopo l'analisi lessicale e sintattica. Opera attraverso vari livelli di rappresentazione semantica, dai ruoli tematici (agente, paziente, strumento) alle reti semantiche e agli spazi vettoriali semantici.
Le tecniche moderne di analisi semantica includono:
- L'uso di ontologie e risorse lessicali come WordNet
- Metodi distribuzionali come word embeddings (Word2Vec, GloVe, BERT)
- Approcci basati su frame semantici (FrameNet)
- Tecniche di rappresentazione del significato mediante grafi

Le applicazioni dell'analisi semantica spaziano dai motori di ricerca ai sistemi di domande e risposte, dalla traduzione automatica ai chatbot, fino ai sistemi di estrazione di informazioni e sentiment analysis. Con l'avvento dei modelli transformer e dell'apprendimento profondo, le capacità di analisi semantica sono migliorate significativamente, consentendo una comprensione più sfumata e contestuale del linguaggio.
Una sfida persistente nell'analisi semantica rimane l'interpretazione di fenomeni linguistici complessi come l'ambiguità lessicale, la polisemia, i modi di dire e le espressioni idiomatiche, che richiedono una comprensione del contesto culturale oltre che linguistico.

## Esempi
- cane (un animale domestico, un animale a quattro zampe, un mammifero, un canide)
- (DE)  Hund
- (EN)  dog

Le relazioni principali usate in un'ontologia (quale, ad esempio, WordNet) per caratterizzare i concetti rappresentati sono IS-A (iperonimia) e PART-OF (meronimia):
- zampa PART-OF cane
- cane IS-A mammifero
- cane IS-A animale domestico

Possono tuttavia essere usati molti altri tipi di relazioni.